# Palača Taschenberg
Taschenbergpalais je hotel v palači v lasti skupine Kempinski. Stoji ob ulici Sophie poleg Dresdenskega gradu in pred Zwingerjem. V neposredni bližini so Semperoper, Theaterplatz (gledališki trg) in Dresdenska stolnica. Fasada hotela Taschenbergpalais kot tudi stopnišče v notranjosti stavbe sta zasnovana zgodovinsko, medtem ko je notranjost na splošno zasnovana precej moderno.

## Zgodovina
Od leta 1705 dalje je kralj Avgust Močni namenil Taschenbergpalais kot mestno palačo za Anno Constantio von Hoym, od leta 1707 pa za grofico Constantio von Cosel. 
Na predvidenem gradbišču med uličicama Am Taschenberg in Kleine Brüdergasse je šele leta 1693/94 zgrajena Haugwitzeva hiša stala na vzhodnem delu srednjega dela kasnejše Taschenbergpalais (severni trakt) in na zahodnem delu oz. prvo stavbo je zavzemal zadnji del hiše Einsiedel. Ta hiša Einsiedel je bila star plemiški fevd na prostranem posestvu, od katerega so ostanki kleti stolpa iz 13. stoletja še vedno ohranjeni v današnji hotelski stavbi. Za razliko od mlajše hiše Haugwitz je bila posest obrnjena proti jugu proti Kleine Brüdergasse. Tam so bile vzhodno in južno od hiše Haugwitz še tri ozke meščanske hiše, ki jih je do leta 1707 postopoma odkupila grofica Cosel.
Prvi projekt za palačo iz leta 1705 je predvideval velik štirikrilni kompleks okoli pravilnega dvorišča in z veliko dvorano v zahodnem traktu na vseh teh petih posestvih med obema ulicama. Ohranil se je prvi pregledni načrt arhitekta Johanna Christopha von Naumanna. Verjetno je ob sodelovanju arhitekta Johanna Friedricha Karcherja narisana vrsta načrtov in vedut fasad, ki prikazujejo detajle velikega štirikrilnega projekta z veliko dvorano in jih je več ohranjenih. Tu se že v veliki meri prepozna oblikovalski jezik fasadnih delov.
V praksi so od konca leta 1705 gradili le severni trakt načrtovanega štirikrilnega kompleksa, vključno s kletmi in posameznimi zidovi hiše Haugwitz, po zmanjšanem in spremenjenem projektu, ki je vključeval dvorano. Na dvoriščni strani je nastalo dovršeno dvodelno stopnišče (danes rekonstruirano) in (danes restavrirano) bogato okrašeno štirinadstropno severno pročelje z 19 okenskimi osmi proti Taschenbergu. Fasada je sestavljena iz treh šablon (s 3 in 7 okenskimi osmi) in dveh rezerv (s po 3 okenskimi osmi). Takrat je srednji vhod verjetno okrasil Matthäus Daniel Pöppelmann s stebrnim portalom, ki je bil dinamično zasukan izven osi. V ta namen je ohranjena projektna risba. Leta 1707 je bilo sklenjeno, da obstoječe zadnje hiše pustijo, opustijo tamkajšnje fasadne zasnove in združijo starejšo stavbo z novo iz leta 1705 v nekoliko nepravilen štirikrilni kompleks.
Potem ko je grofica Cosel padla v nemilost Avgusta Močnega leta 1713 in je bila izgnana, je bila Palais der Mode v letih 1715/1716 deloma okrašena v orientalskem slogu in dobila ime 'Turška palača'. Od leta 1718 do 1720 sta Matthäus Daniel Pöppelmann in Raymond Leplat izvajala dela za širitev in opremljanje družin prestolonaslednikov, s čimer je palača dobila nov namen. Takrat je še obstoječa hiša Einsiedel dobila tretje nadstropje, v katerem so bile v zahodnem traktu zasebne sobe volilne princese.
Stavba je bila v naslednjem stoletju in pol večkrat razširjena: od leta 1747 do 1750 so na zahodni strani starejšega severnega trakta pod vodstvom Johanna Christopha Knöffela dodali obsežne prizidke, ki so nadomestili Einsiedelsche Haus. Fontani iz peščenjaka sta bili nameščeni v vhodnem prostoru pod Knöffelom. Upodobljena sta Triton in Nereida ter delo iz školjk in puttov. Leta 1990 so fontane obnovili in namestili njihove kopije. Potem ko je bil kompleks zgradb ponovno razširjen od 1756 do 1767, da bi pokril vrt v vzhodni smeri pod vodstvom Christiana Friedricha Exnerja in Juliusa Heinricha Schwarzeja, so bile med letoma 1843 in 1848 izvedene nadaljnje strukturne spremembe. Od leta 1854 do 1857 je bil zgrajen jugovzhodni trakt kot zadnji prizidek.
Stavba, ki je bila leta 1934 obsežno obnovljena, je bila uničena v zračnih napadih na Dresden 13. in 14. 1945. Uničen februarja 1945 in skoraj pol stoletja ostal ruševina.
Od leta 1992 do 1995 je bila palača prezidana po starih vzorcih in z uporabo nekaterih zunanjih zidov v drugačni obliki kot pred vojno:
Namesto uničene štirikapne strehe je objekt dobil mansardno streho.
Grbovno kartušo s flankiranimi skulpturami iz peščenjaka, ki je bila do leta 1992 ohranjena na severnem traktu, so odstranili in brez figur postavili v prostor med severnim in zahodnim traktom.
Zgornje nadstropje vsakega od stolpov na istem območju je bilo porušeno in nadomeščeno z balkonom.
Obnova je skupaj stala 127,8 milijona evrov, samo za spomeniško varstvo so porabili 13,8 milijona evrov. Hotel Taschenbergpalais Kempinski Dresden je bil odprt v Taschenbergpalais 31. marca 1995 kot prvi luksuzni hotel s 5 zvezdicami na Saškem.

## Lastnosti
Hotel ima 213 sob in apartmajev ter restavracijo Palais Bistro, kavarno Café Vestibül, ki je ob zgodovinskem stopnišču, in bar Karl May. Poleg tega hotel vsebuje spa z bazenom, parno kopeljo, savno, fitnesom in masažnimi tretmaji.

## Nagrade
Od leta 2009 je bil hotel član The Leading Hotels of the World. Leta 1995 je bil hvaljen kot najboljši nov hotel v Nemčiji, leta 2008 pa je bil razglašen za četrti najboljši nemški hotel na mednarodnem seznamu 500 najboljših hotelov. Hotel je dosegel drugo mesto za Ritz-Carlton Berlin na seznamu najboljših poslovnih hotelov v Nemčiji finančne revije Euro am Sonntag.

## Ugledni gostje
4. junija 2009 je v hotelu med obiskom v Dresdnu bival 44. predsednik Združenih držav Amerike Barack Obama. Drugi obiskovalci so politiki, kot so Horst Köhler, Vladimir Putin, Jacques Chirac, Helmut Schmidt in Gerhard Schröder, kraljeve osebe, kot so Margareta II. Danska, Beatrika Nizozemska in monaški princ Albert II. Grimaldi, ter umetniki, kot so Günter Grass, Thomas Gottschalk, Karl Lagerfeld in Ana Netrebko.
Junija 2016 je v hotelu potekala konferenca Bilderberg 2016.